# Antogny-le-Tillac
Antogny-le-Tillac és un municipi francès, situat al departament de l'Indre i Loira i a la regió de Centre – Vall del Loira. L'any 2007 tenia 530 habitants.

## Demografia

### Població
El 2007 la població de fet d'Antogny-le-Tillac era de 530 persones. Hi havia 224 famílies, de les quals 60 eren unipersonals (40 homes vivint sols i 20 dones vivint soles), 100 parelles sense fills, 52 parelles amb fills i 12 famílies monoparentals amb fills.
La població ha evolucionat segons el següent gràfic:
Habitants censats

### Habitatges
El 2007 hi havia 273 habitatges, 227 eren l'habitatge principal de la família, 40 eren segones residències i 6 estaven desocupats. 270 eren cases i 2 eren apartaments. Dels 227 habitatges principals, 197 estaven ocupats pels seus propietaris, 29 estaven llogats i ocupats pels llogaters i 1 estava cedit a títol gratuït; 1 tenia una cambra, 17 en tenien dues, 45 en tenien tres, 70 en tenien quatre i 94 en tenien cinc o més. 155 habitatges disposaven pel capbaix d'una plaça de pàrquing. A 92 habitatges hi havia un automòbil i a 110 n'hi havia dos o més.

### Piràmide de població
La piràmide de població per edats i sexe el 2009 era:
| Homes | Edats   | Dones |
| ----- | ------- | ----- |
| 0     | 95 o +  | 0     |
| 0     | 90 a 94 | 0     |
| 4     | 85 a 89 | 4     |
| 12    | 80 a 84 | 8     |
| 16    | 75 a 79 | 12    |
| 8     | 70 a 74 | 24    |
| 16    | 65 a 69 | 28    |
| 12    | 60 a 64 | 12    |
| 4     | 55 a 59 | 8     |
| 12    | 50 a 54 | 0     |
| 32    | 45 a 49 | 32    |
| 28    | 40 a 44 | 8     |
| 20    | 35 a 39 | 16    |
| 8     | 30 a 34 | 4     |
| 12    | 25 a 29 | 16    |
| 4     | 20 a 24 | 8     |
| 12    | 15 a 19 | 20    |
| 8     | 10 a 14 | 8     |
| 4     | 5 a 9   | 4     |
| 12    | 0 a 4   | 16    |

## Economia
El 2007 la població en edat de treballar era de 328 persones, 246 eren actives i 82 eren inactives. De les 246 persones actives 223 estaven ocupades (138 homes i 85 dones) i 23 estaven aturades (7 homes i 16 dones). De les 82 persones inactives 36 estaven jubilades, 18 estaven estudiant i 28 estaven classificades com a «altres inactius».

### Ingressos
El 2009 a Antogny-le-Tillac hi havia 210 unitats fiscals que integraven 481 persones, la mediana anual d'ingressos fiscals per persona era de 17.178 €.

### Activitats econòmiques
Dels 8 establiments que hi havia el 2007, 4 eren d'empreses de construcció, 2 d'empreses de comerç i reparació d'automòbils, 1 d'una empresa de transport i 1 d'una empresa d'hostatgeria i restauració.
Dels 5 establiments de servei als particulars que hi havia el 2009, 1 era un paleta, 1 guixaire pintor, 1 lampisteria, 1 empresa de construcció i 1 restaurant.
L'any 2000 a Antogny-le-Tillac hi havia 18 explotacions agrícoles que ocupaven un total de 1.020 hectàrees.

## Poblacions més properes
El següent diagrama mostra les poblacions més properes.